# Hartmut Witte

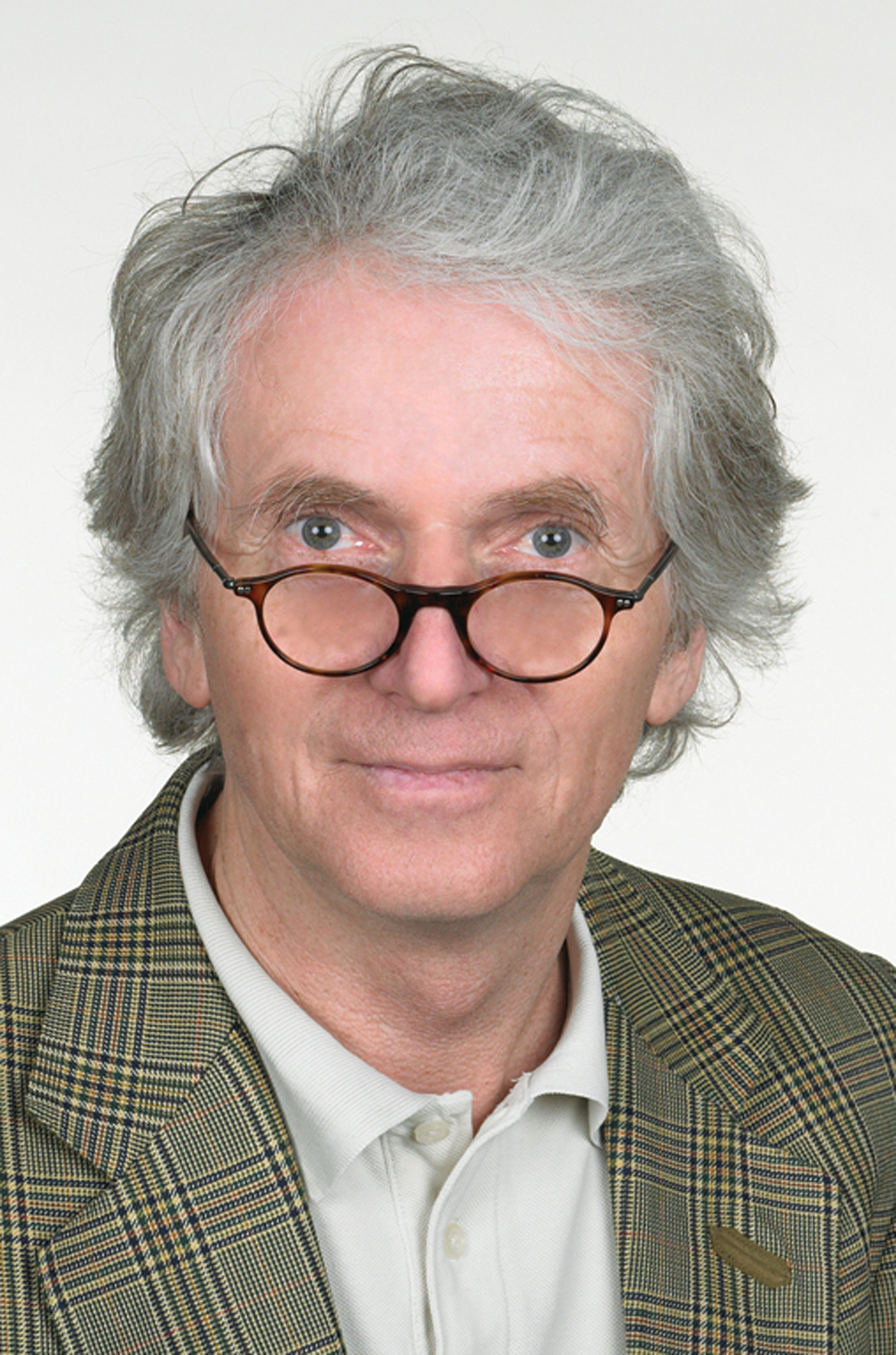
Hartmut Witte

Hartmut Witte (* 29. Oktober 1952 in Oldenburg) ist ein deutscher Kunsthistoriker und Fotograf.

## Leben
Hartmut Witte wurde am 29. Oktober 1952 im Oldenburger Haareneschviertel geboren. Nach dem Schulabschluss folgte ein Studium an der Kunsthochschule in Bremen bei Karl Heinrich Greune (Malerei) und Gerhart Schreiter (Bildhauerei). Ab 1973 setzte Witte sein Malereistudium an der Gesamthochschule Kassel bei Kurt Haug fort. Ab 1973 studierte er Kunstgeschichte in Göttingen, u. a. bei Thomas W. Gaehtgens, Karl Arndt und Herwarth Röttgen.
Von 1978 bis 1984 arbeitete Witte bei der Pädagogischen Aktion e.V. in München in der Kultur- und Spielpädagogik. Danach war er bis 1990 Herausgeber der Jugendzeitschrift „Menschenskinder“ und startete zahlreiche Projekte im Bereich der Leseförderung für den Arbeitskreis für Jugendliteratur, für die Deutsche Lesegesellschaft und für den Börsenverein des Deutschen Buchhandels.
Von 1988 bis 1994 hatte er die Leitung der deutschen Niederlassung des Zytglogge-Verlags Bern inne und arbeitete als Lektor für Publikationen aus dem Belletristik- und Sachbuchbereich. 1995 kehrte er zur Bildenden Kunst zurück und eröffnete eine eigene Galerie in Bad Honnef mit Ausstellungen Klassischer Moderne, deutschem Impressionismus und zeitgenössischer Kunst. Sein kunsthistorischer Arbeitsschwerpunkt liegt seitdem in der deutschen Kunst der 1950er bis 1980er Jahre, in der Erarbeitung von Werkverzeichnissen von Friederich Werthmann, Reinhold Koehler oder Rudolf Vombek.
Seit 2006 ist Hartmut Witte Vorstand der Werthmann-Heyne-Stiftung in Düsseldorf-Kaiserswerth.
Witte kuratierte zahlreiche Ausstellungen darunter solche zu Kunst im Bau (Grafik, Malerei, Objekte), Aquarelle und Zeichnungen des 20. Jahrhunderts, Grafik des 20. Jahrhunderts, Max Liebermann (Grafik), Lovis Corinth (Malerei und Grafik), Max Slevogt (Grafik), Leonard Cohen zum 65. Geburtstag (Fotografie und Dokumente), Rudolf Vombek (Grafik), Reinhold Koehler (Dosendrucke) und 2017 die umfangreiche Ausstellung "Stahl. Poesie. Dynamik" - Friederich Werthmann zum 90. Geburtstag (Märkisches Museum Witten).

## Werk

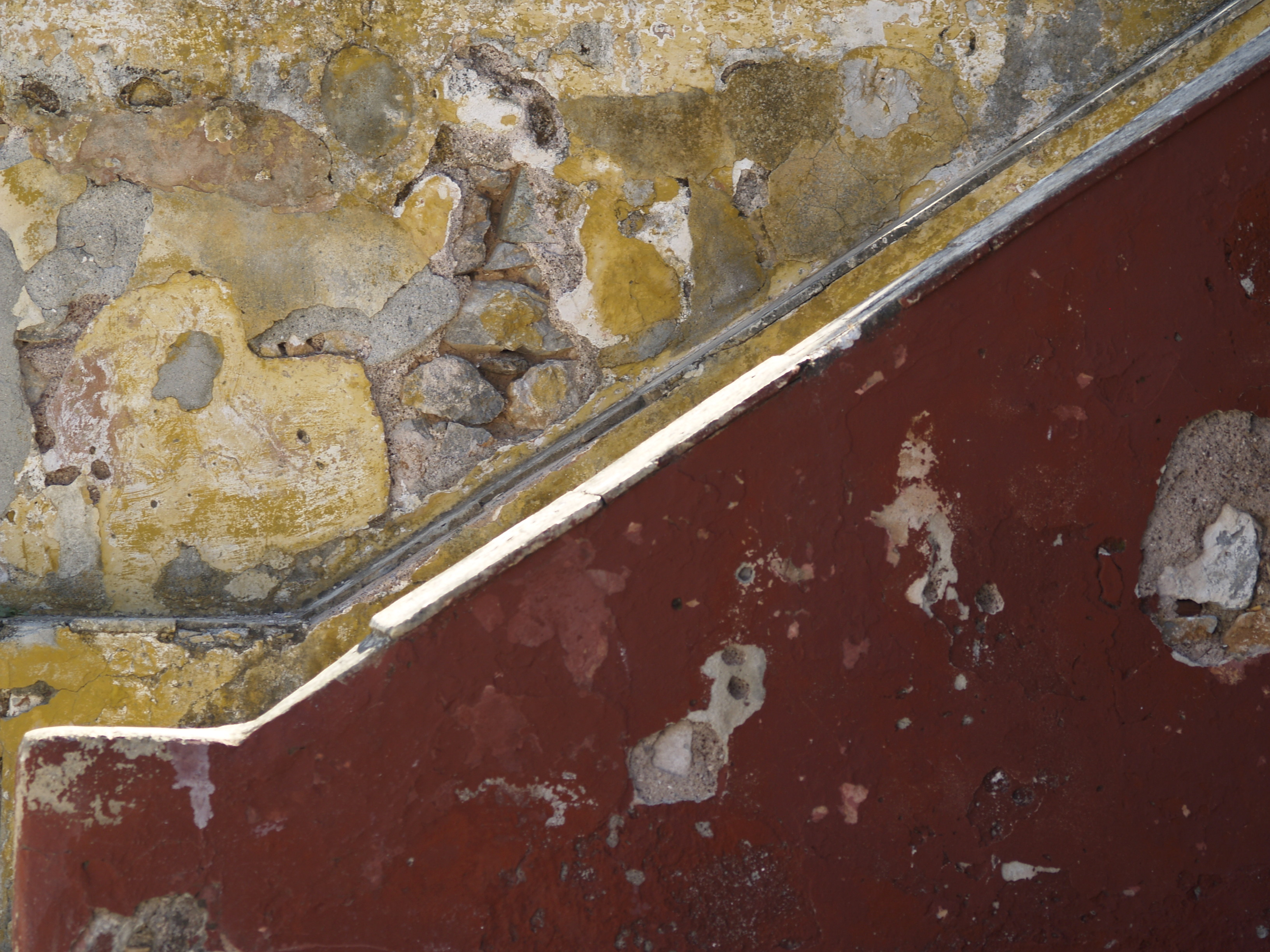
Hydra 2009

Während des Kunststudiums entstanden vorwiegend Zeichnungen, ab 1972 fast ausschließlich Landschaften. Während eines Aufenthaltes in Monemvasia (Griechenland) 1977/1978 begann er mit der Schwarz-Weiß-Fotografie, ab 1993 wurde dann die Farbe zum Leitthema.
Ausstellungen: "Kleine Galerie B&G" Oldenburg 1971, "galerie tabula" Oldenburg 1973, Städtisches Museum Göttingen 1975, "Galerie Potthus" Oldenburg 1975, Foyer Deutsches Theater Göttingen 1977, "Galerie i kamara" Monemvasia GR 1978, "Galerie idea&art" Bad Honnef 1996

## Veröffentlichungen
- "Maren Heyne's Fenster Geschichten", Bad Honnef 2020
- "Friederich Werthmann: Stahl. Poesie. Dynamik", Bad Honnef 2017
- "Friederich Werthmann in der Villa Wessel", Bad Honnef 2016
- "Künstlerzeit - Künstler-Fotografien 1964-2010 von Maren Heyne", Bad Honnef 2014
- "Roswitha Lüder: Malerei 1959-2012", Herdecke 2013
- "Friederich Werthmann: Werke aus fünf Jahrzehnten", Düsseldorf 2012
- "Maren Heyne, Friederich Werthmann: Fotografie, Skulptur", Gevelsberg 2009
- "Rudolf Vombek: Grafik", Witten 2008
- "Maren Heyne: terra mare cielo", Düsseldorf 2009
- "Friederich Werthmann: Druckarchiv", Witten 2007
- "Friederich Werthmann: Frühe Arbeiten", Witten 2006
- "Friederich Werthmann: Skulpturen, Werkverzeichnis 1957-2002", Wuppertal 2003
- "Maren Heyne: Finestre, Fenster", Düsseldorf 2002
- "Jürgen Schmiedekampf: Malerei", Volkach 1995
- "Leonard Cohen: Nimm diese Sehnsucht" (Übersetzungen), Bonn 1994